# Mesophlebion endertii
Mesophlebion endertii är en kärrbräkenväxtart som först beskrevs av Carl Frederik Albert Christensen, och fick sitt nu gällande namn av Holtt. Mesophlebion endertii ingår i släktet Mesophlebion och familjen Thelypteridaceae. Inga underarter finns listade.